# Gnomulus pulvillatus
Espèce
Synonymes
- Pelitnus pulvillatus Pocock, 1903

Gnomulus pulvillatus est une espèce d'opilions laniatores de la famille des Sandokanidae.

## Distribution
Cette espèce est endémique du Selangor en Malaisie. Elle se rencontre vers les grottes de Batu.

## Description
L'holotype mesure 6 mm.
Le mâle décrit par Schwendinger et Martens en 1999 mesure 6,11 mm.

## Systématique et taxinomie
Cette espèce a été décrite sous le protonyme Pelitnus pulvillatus par Pocock en 1903. Elle est placée dans le genre Gnomulus par Martens et Schwendinger en 1998.

## Publication originale
- Pocock, 1903 : « On some new harvest-spiders of the order Opiliones from the southern continents. » Proceedings of the Zoological Society of London, vol. 1902, no 2, p. 392–413 (texte intégral).